# Мороз Олександр Олександрович
Моро́з Олекса́ндр Олекса́ндрович (нар. 29 лютого 1944, с. Буда, Таращанський район, Київська область, Українська РСР, СРСР) — український політик та громадський діяч, двічі Голова Верховної Ради України у 1994—1998 та 2006—2007 роках. Лідер колишньої Соціалістичної партії України. Кандидат у президенти України на виборах 1994, 1999, 2004, 2010 та 2019.

## Життєпис
Насправді народився 19 лютого 1944 року в селі Буда Таращанського району Київської області. Через Німецько-радянську війну, що тривала тоді, дитину зареєстрували лише 29 лютого, і власне цей день вважається офіційною датою народження.
У 1965 р. закінчив Українську сільськогосподарську академію за фахом «інженер-механік», учень академіка Бориса Драганова. У 1983 р. — Вищу партійну школу при ЦК Компартії України, отримав диплом політолога.
У 1966—1974 рр. — викладач, завідувач відділу механізації сільського господарства Таращанського технікуму механізації. У 1974—1975 рр. — старший інженер-технолог, старший виконроб мехзагону Таращанського райоб'єднання «Сільгосптехніка». У 1975—1976 рр. — старший інженер Київського обласного об'єднання «Сільгосптехніка».
Від 1976 року — завсектору, заступник завідувача сільськогосподарського відділу Київського обкому КПУ. У 1983—1989 рр. — секретар Київської облпрофради, перший секретар РК КПУ. Від 1989 року — завідувач аграрного відділу обкому КПУ.

## Політична діяльність
У 1990 р. обраний народним депутатом України. Увійшов до комісії з питань АПК та групи «Аграрники». Став лідером комуністичної більшості (так звана «Група 239»). Після заборони КПУ був одним із ініціаторів створення Соціалістичної партії України і очолив її.
У березні 1994 р. знову обраний народним депутатом, у травні того ж року — головою Верховної Ради України. У червні 1994 р. балотувався на посаду президента України, у першому турі здобув 13.04 % (3-тє місце серед 7 претендентів).
Зіграв одну з ключових ролей в ухваленні Конституції України (28 червня 1996 р.)
У 1998 потрапив до Верховної Ради за списком блоку СПУ і СелПУ, очолив фракцію «Лівий центр», до 2000 р. керував парламентським комітетом з питань аграрної політики та земельних відносин.
Був кандидатом у президенти від соціалістів на виборах 1999 р. Разом з Олександром Ткаченком, Євгеном Марчуком та Володимиром Олійником створив «канівську четвірку». Але врешті-решт знімати свою кандидатуру на користь інших претендентів відмовився. У 1-му турі здобув 11.29 % (3-тє місце серед 13 кандидатів).
Восени 2000 р. оприлюднив «плівки Мельниченка», поклавши початок «касетному скандалу». Активний учасник акції «Україна без Кучми». Член ради «Форуму національного порятунку» (у 2001). Представляв Громадянський комітет захисту Конституції на переговорах з представниками влади.
У 2002 р. обраний до парламенту за списком Соціалістичної партії, очолив фракцію СПУ. Працював в комітеті з питань правової політики.
Активно долучався до масштабних протестних акцій «Повстань, Україно!» у 2002—2003 рр.
У цьому парламенті разом зі Степаном Гавришем очолював ТСК по опрацюванню проектів законів України про внесення змін до Конституції України (2002).
У 2004 р. балотувався на виборах в Президенти України. В першому турі набрав 5,81 %. У другому турі підтримав Віктора Ющенка, поставивши однією з головних умов підтримки впровадження політичної реформи — тобто перетворення України на парламентсько-президентську республіку.
У 2006 році обраний до парламенту за списком Соціалістичної партії, очолив фракцію. Незважаючи на підписану коаліційну угоду між фракціями БЮТ, «Наша Україна» та СПУ, яка передбачала обрання Юлії Тимошенко прем'єр-міністром та Петра Порошенка спікером, несподівано висунув власну кандидатуру на посаду голови Верховної Ради, що було розцінено «Нашою Україною», БЮТ та частиною соціалістів, як зрада. БЮТ та НСНУ відмовилися брати участь у голосуванні, проте Мороза обрано — завдяки підтримці фракцій ПРУ та КПУ, які наступного дня разом із соціалістами утворили нову коаліцію більшості в парламенті.

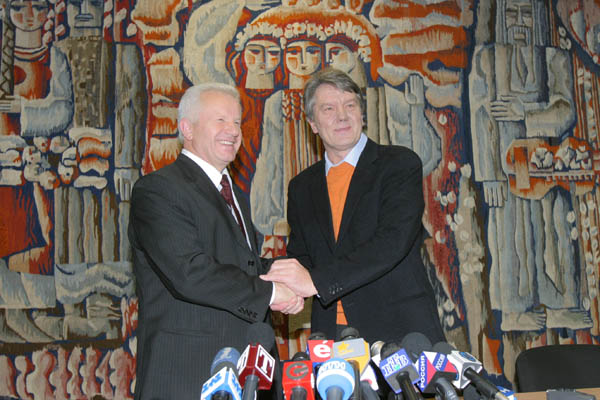
Мороз (ліворуч) з Віктором Ющенком.

Обрання Мороза спікером ВРУ було суперечливе як із правового погляду, бо СПУ сформувала нову коаліцію не вийшовши із коаліції із БЮТ та НСНУ, а це є грубим порушенням регламенту ВР, так і з морально-етичного, бо це суперечило сподіванням значної кількості виборців СПУ. Наслідком цього було виникнення гострого протиборства між гілками влади за повноваження, ініційоване новоутвореною коаліцією, — що згодом призвело до розпуску ВР президентом та початку дострокових виборів. Дані події також стали однією з головних причин кількаразового падіння рейтингів СПУ.
На виборах 2007 року Соціалістична партія не подолала 3-відсотковий бар'єр і Мороз не отримав депутатського мандата.
На президентських виборах 2010 року здобув підтримку 0,38 % виборців.
25 січня 2019 року рішенням ЦВК Олександра Мороза зареєстровано кандидатом на посаду Президента України. Суб'єкт висування — ПП «Соціалістична партія Олександра Мороза». 27 березня 2019 року Олександр Мороз зняв свою кандидатуру.
Сумарно балотувався на посаду президента України п'ять разів.

## Нагородження орденом князя Ярослава Мудрого
19 серпня 1998 року Президент України Л. Д. Кучма видав указ № 899/98, яким «за видатні особисті заслуги перед Українською державою в галузі державного будівництва, значний внесок у розвиток законодавчої бази України та з нагоди 7-ї річниці незалежності України» постановив нагородити О. О. Мороза орденом князя Ярослава Мудрого V ст. О. О. Мороз від нагороди відмовився, і 11 березня 1999 року указом Л. Д. Кучми № 243/99 указ щодо нагородження № 899/98 був визнаний таким, що втратив чинність.

## Творчість
Автор книжок:
- «Куди йдемо?..» (1993),
- «Вибір», «Тема для роздумів» (1996),
- «Дорога, з якої не зійти», «Між вічними полюсами» (1999),
- «Хроніка одного злочину» (2000),
- «Про землю, Конституцію і не тільки» (2001),
- «Політична анатомія України» (2004),
- збірка поезій «…З відстані» (2004),
- збірки поезій «Обличчям до вогню», «Белый снег на каменной террасе» (2006),
- «До голови треба булави» (2016),
- «Долею оплачені слова» (2018),
- автор понад 2000 публікацій у періодиці.

## Особисте життя
Одружений, має двох дочок — Ірину та Руслану.

## Хобі
Шахи та риболовля. Улюблена поетеса — Ліна Костенко.